# Estación Atamisqui (Mitre)
Atamisqui es una estación de ferrocarril ubicada en la localidad de Estación Atamisqui, departamento Atamisqui, provincia de Santiago del Estero, Argentina.
La estación fue inaugurada en 1932 por el Ferrocarril Central Argentino, en cercanías de Villa Atamisqui.

## Servicios
No presta servicios de pasajeros. Sus vías se encuentran en estado de abandono a pesar de estar concesionadas a la empresa Nuevo Central Argentino. Forma parte del ramal James Craik-Forres del Ferrocarril General Mitre.